# MF 19
Le MF 19 (Métro Fer appel d'offres 2019) est un futur matériel roulant à roulement fer classique construit par Alstom pour le métro de Paris. Il est destiné à remplacer, à partir de 2025, les rames MF 67, MF 77 et MF 88 sur les lignes 3, 3 bis, 7, 7 bis, 8, 10, 12 et 13.
L'ensemble des rames seront livrées en version à conduite manuelle, tout en étant convertibles à l'automatisme intégral en fonction des besoins des lignes concernées. Cette option a notamment été retenue pour la ligne 13, dont l'automatisation est prévue pour 2035.

## Histoire

### Un parc fer à renouveler
À la suite du remplacement des MF 67 par des MF 01 sur les lignes 2, 5 et 9 du métro de Paris, l'âge moyen du parc de matériel à roulement fer classique a baissé. De nombreuses lignes demeurent cependant équipées de matériel arrivant en fin de vie à moyen, voire à court terme.
Il devenait alors urgent de remplacer les MF 67 qui ont en moyenne entre 45 et 55 ans et de prévoir le remplacement des MF 77 qui ont une quarantaine d'années en moyenne en 2021 et par la même occasion, le remplacement des MF 88 est décidé en raison du manque de fiabilité de ce matériel.
Initialement dénommé « MF NG », le devenu MF 19 concerne tous les matériels roulants fer du MF 67 jusqu'au MF 88. En attendant le déploiement de ce nouveau matériel prévu sur le long terme, la remise à niveau des rames MF 77 est engagée comme solution à court terme et réalisé à Clermont-Ferrand pour un montant total de 50 millions d'euros.
Parallèlement au déploiement du MP 14 visant notamment à abaisser l'âge moyen du parc pneumatique, dont faisaient partie les MP 59, dont la circulation a cessé en 2024, le MF 19 est décidé dans sa lignée (et partage ainsi des caractéristiques communes). Le MF 19, dont l'appel d'offres était initialement prévu pour 2015, remplacera sur huit des onze lignes sur fer du métro parisien le matériel roulant arrivé en fin de vie ; les lignes 2, 5 et 9 étant équipées de MF 01 plus récents.

### Appel d'offres et commande
À l'origine, le contrat à passer doit prévoir de remplacer au moins 338 rames. L'appel d'offres est lancé en mai 2017, les potentiels candidats ayant répondu à celui-ci étant l'italo-japonais Ansaldo - Hitachi, l'espagnol CAF et le duo franco-canadien Alstom-Bombardier. C'est finalement ce dernier tandem qui remporte le marché en 2019.
Les premières rames devaient être mises en service dès 2025, Île-de-France Mobilités (ex-STIF) ayant demandé à la Régie autonome des transports parisiens (RATP) d'accélérer le remplacement des rames des lignes 3 bis, 7 bis et 10. Le calendrier prévisionnel initial, présenté en avril 2019, prévoyait le déploiement selon le calendrier suivant : la ligne 10 en 2025, les lignes 3 bis et 7 bis entre 2026 et 2027, la ligne 13 en 2027 et entre 2028 et 2033 sur les lignes 3, 7, 8 et 12.
Le 29 novembre 2019, Île-de-France Mobilités annonce que le marché est confié au consortium franco-canadien Alstom-Bombardier pour une commande maximum de 410 rames MF 19 pour un coût de 2,9 milliards d’euros. La tranche ferme est composée de 44 rames pour les lignes 3 bis, 7 bis et 10. Le contrat est signé à la fin de l'année 2019. La mise en service des nouvelles rames était estimée à partir de 2024 et pour se terminer vers 2035,.
En février 2024, Île-de-France Mobilités passe une seconde commande à Alstom pour les 103 rames destinées aux lignes 8, 12 et 13 à l'horizon 2030 pour un montant de 1,1 milliard d'euros,.

### Production et livraison
En mars 2020, les salariés de Bombardier Transport commencent la conception numérique des rames MF 19 en télétravail.
En mars 2022, la production des premières pièces du prototype du MF 19 commence. En novembre 2022, lors d'une visite des usines Alstom, est présenté un cadre avant d'un train. Il montre le choix d'un aspect de la face avant basé sur la piste numéro deux parmi les trois choix qui avaient été présentés lors de l'attribution du marché en 2019.
Le 7 décembre 2022, Île-de-France Mobilités vote les travaux d'adaptation des stations et des infrastructures des lignes 13 et 8 pour accueillir ces nouvelles rames. La mise en service est estimée à compter de 2027 pour la ligne 13 et 2030 pour la 8,. Pour la ligne 13, des rames seront mises en conduite automatique par la suite en vue de son automatisation intégrale prévue pour 2035.
En février 2024, IDF Mobilités annonce un calendrier modifié pour la livraison des rames qui commencera en 2025, par le remplacement des MF 67 de la ligne 10 et qui se poursuivra en 2026 avec le remplacement des MF 88, suivi l'année suivante par les MF 67 de la ligne 3 bis, en 2027 ainsi que par les MF 77 de la ligne 13, en 2028 par les MF 67 de la ligne 12, en 2030 par les MF 77 de la ligne 8 puis en 2031 par les MF 67 de la ligne 3 et pour finir par celui des MF 77 de la ligne 7 en 2033. Ce calendrier est à nouveau révisé fin 2023 avec une mise en service prévue de 2025 à 2033.
En mars 2024, Alstom dévoile l'assemblage en cours de la rame de présérie sur son site de Crespin,.
Le 14 février 2025, la première rame livrée est présentée à la presse dans l'atelier de Bobigny, parée d'une décoration spéciale à bases de lignes reprenant les couleurs et les pictogrammes des lignes de métro auxquelles ce matériel est destiné. La ligne 10 sera équipée à partir de la fin de l'année 2025 et le MF 19 devrait circuler d'ici fin 2029 sur « six des huit lignes qu'il doit équiper, dont la 8 et la 13, particulièrement fréquentées »,.
| Ligne concernée | Matériel précédent | Matériel précédent | Année du renouvellement |
| Ligne concernée | Nom                | Introduction       | Année du renouvellement |
| --------------- | ------------------ | ------------------ | ----------------------- |
| (10)            | MF 67              | 1969               | 2025                    |
| (7bis)          | MF 88              | 1993               | 2026                    |
| (3bis)          | MF 67              | 1981               | 2027                    |
| (13)            | MF 77              | 1978               | 2027                    |
| (12)            | MF 67              | 1977               | 2028                    |
| (8)             | MF 77              | 1980               | 2029                    |
| (3)             | MF 67              | 1967               | 2031                    |
| (7)             | MF 77              | 1979               | 2033                    |

### Travaux sur la ligne 10
Les travaux sur la ligne 10 auront nécessité de remplacer plus de 2 km de câbles, des rescindements de quais, l'installation de dispositifs d'aide au pilotage, le renouvellement d'équipements de signalisation, un renforcement de l'alimentation électrique, le déploiement d'un système de balises permettant au MF 19 de se localiser sur la ligne, le renouvellement de la voie et du ballast grâce à une bourreuse.

## Caractéristiques

### Technique
Les rames pourront avoir deux déclinaisons, une avec cabines de conduite (CC) ou une autre sans cabine (CA). Elles seront équipées du système CBTC I-CBTC développé par Alstom dans le cadre d'OCTYS pour les lignes équipées ainsi que du pilotage automatique dit PA 135 déjà en place, excepté les lignes 3 bis, 7 bis et 10,.
Dans le cadre d'une possible automatisation de la ligne 13, dont les études d’avant-projet ont été commandées en avril 2019, une version automatique (CA) des MF 19 pourrait être commandée. Le matériel roulant pourra également être converti, les rames étant conçues pour pouvoir passer d'une conduite manuelle à une conduite automatique de façon à accompagner l’automatisation du réseau. L'automatisation ayant été votée le 7 décembre 2022 par le conseil d'administration d'Île-de-France Mobilités, les rames circuleront dans un premier temps en conduite manuelle avant d'être converties dans un second temps à la conduite automatique pour une automatisation intégrale de la ligne à l'horizon 2035,.
Le constructeur Bombardier annonce une consommation d'énergie réduite de 20 % par rapport à un MF 77 par l'utilisation intégrale du freinage électrique et d'un éclairage intégral par LED.
De type « boa » (à intercirculation totale), le MF 19 se déclinera en trois versions :
- une version courte de 62 mètres à quatre voitures pour les lignes 3 bis et 7 bis ;
- une version moyenne de 76 mètres à cinq voitures destinée aux lignes 3, 10 et 12 ;
- une version longue de 77,4 mètres à cinq voitures également, destinée aux lignes 7, 8 et 13.

Cette version longue est prévue pour les lignes actuellement équipées du MF 77 dont la mise en service avait nécessité de déplacer les équipements d'exploitation en tête de station (tels l'horloge ou les écrans de rétrovision) dans des niches au début du tunnel, la différence étant marquée par la longueur des caisses au niveau des postes de conduite.

### Aménagement intérieur
Le MF 19 disposera d'un système de chauffage et climatisation, d'une information voyageur sonore et visuel par le système ASVA, d'une vidéoprotection et de prises USB Type-A à bord, et non de Type-C car le matériel a été commandé plusieurs années avant la généralisation de ce type de connectique,. Un système de décompte des voyageurs devrait également être déployé, similaires à ceux utilisés sur le réseau Transilien.
Les rames destinées aux lignes 3, 3 bis, 7 bis, 10 et 12 auront un aménagement intérieur « confort » avec, par voiture, 24 sièges fixes et 12 strapontins contre 20 sièges et huit strapontins sur l'aménagement « capacitaire » des rames destinées aux lignes 7, 8 et 13, plus fréquentées.
Les voitures comporteront 3 portes louvoyantes par flanc, supprimant ainsi définitivement via le remplacement des anciennes rames MF 67, la configuration à 4 portes apparue sur les rames Sprague-Thomson des années 1930. Les rames courtes auront une capacité de 420 places, tandis que les versions moyenne et longue auront une capacité jusqu'à 590 places, le tout pour une répartition de 4 passagers/m2.

### Design extérieur
Le design du MF 19 a été réalisé par l'agence Avant Première, qui a également dessiné le MF 01. L'habillage de la face avant des rames a été choisi entre 3 propositions à l'issue d'une consultation en interne,. À l'image du MP 14, celle-ci est agrémentée d'une signature lumineuse sous la forme d'un bandeau LED encadrant le pare-brise, en complément des fanaux ordinaires.
Esthétiquement, les caisses rompent avec les lignes courbes des MP 89, MP 05 et MF 01 au profit d'un galbe de caisse faisant largement appel à des plans inclinés, moins coûteux à fabriquer, tandis que la surface vitrée est également réduite en conséquence.
L'ensemble des rames arborent la nouvelle livrée Île-de-France Mobilités, progressivement appliquée aux autres matériels roulants du réseau en commençant par les MF 77 rénovés de la ligne 7. Elle se caractérise par une forte prédominance du blanc, simplement relevé d'une bande argentée en bas de caisse, d'un filet bleu ciel courant le long de la toiture et d'une mince bande verticale de même couleur dans l'axe des portes.

## Conception et fabrication

### Production
Au sein d'Alstom, 2300 personnes travaillent à la production MF19. Le procédé de production du MF 19 sera très similaire à celui du MF 01, les responsabilités des constructeurs étant les mêmes pour ce marché.
La fabrication du MF 19 sera partagée de la façon suivante, :
| Entreprise                               | Site                            | Rôle |
| ---------------------------------------- | ------------------------------- | --- |
| Alstom Crespin (ex-Bombardier Transport) | Crespin                         | Conception et construction de la caisse (chaudrons)                                                         |
| Alstom Crespin (ex-Bombardier Transport) | Crespin                         | Conception et fourniture des équipements voyageurs (climatisation, éclairage, sièges, agencement intérieur) |
| Alstom Crespin (ex-Bombardier Transport) | Crespin                         | Conception et fabrication des bogies                                                                        |
| Alstom                                   | Ornans                          | Conception et fabrication des moteurs                                                                       |
| Alstom                                   | Tarbes                          | Conception et fourniture des chaînes de traction                                                            |
| Alstom                                   | Villeurbanne et Aix-en-Provence | Fourniture des systèmes informatiques embarqués et de sécurité                                              |
| Alstom                                   | Valenciennes                    | Assemblage final des rames, essais et livraison                                                             |

## Commande
| Version         | Nombre de trains commandés | Tranche               | Ligne(s)          | Commentaires |
| --------------- | -------------------------- | --------------------- | ----------------- | --- |
| CC à 5 voitures | 30                         | Tranche ferme         | (10)              | - Remplacement à partir de fin 2025 des MF 67 arrivés en fin de vie. - 30 trains commandés le 29 novembre 2019. |
| CC à 4 voitures | 14                         | Tranche ferme         | (3bis) · (7bis)   | - Remplacement entre 2026 et 2027 des MF 67 arrivés en fin de vie et des MF 88 arrivés à mi-vie, qui remplaceraient numériquement les 6 trains de la ligne 3 bis et les 8 trains de la 7 bis. - 14 trains commandés le 29 novembre 2019. |
| CC à 5 voitures | 103                        | Tranche optionnelle 1 | (8) · (12) · (13) | - Remplacement à l'horizon 2027-2030 des MF 77 de la ligne 13 et d'une partie des MF 67 et MF 77 des lignes 8 et 12, arrivés en fin de vie,. - 103 trains commandés le 6 février 2024.                                                   |
| Total           | 147                        |                       |                   | |

## Parc
À fin juillet 2025, le parc est constitué de 3 éléments :
- 3 rames version moyenne de 76 mètres à cinq voitures pour la ligne 10.